# اس‌پی‌اس آندولسیا (اف۷۲)
اس‌پی‌اس آندولسیا (اف۷۲) (به انگلیسی: SPS Andalucia (F72)) یک کشتی است که طول آن ۴۳۸ فوت (۱۳۴ متر), overall می‌باشد. این کشتی در سال ۱۹۷۴ ساخته شد.